# Allan Tchaptchet
Pour les articles homonymes, voir Tchaptchet.
Allan Tchaptchet, né le 21 décembre 2001 à Besançon, est un footballeur français, qui joue au poste de défenseur central au Grenoble Foot 38 en Ligue 2.

## Biographie
Allan Tchaptchet est le frère aîné d'Arthur Tchaptchet, lui aussi footballeur professionnel. Il commence le football au Jura Dolois Football en 2007 puis joue au Pole Sportif Dole Crissey de 2009 à 2013, et au Cergy Pontoise FC de 2013 à 2015. En 2015, il rejoint le centre de formation de l'AJ Auxerre. Au mois de septembre 2016, Allan Tchaptchet dispute deux matchs avec l'équipe de France des moins de 16 ans face à l'Écosse.
En 2018, il rejoint les équipes de jeunes du Southampton FC, avec qui il signe son premier contrat professionnel au mois de décembre de la même année. Tchaptchet dispute son premier match en professionnel le 2 février 2021 au cours d'une défaite 9-0 sur le terrain de Manchester United. Il remplace Moussa Djenepo à la 78e minute de jeu alors que le score est de 6-0, pour ce qui est son unique match avec l'équipe première des Saints.
À l'été 2021, il ne trouve pas d'accord avec le Southampton FC pour une prolongation et se retrouve sans club. En janvier 2022, il est mis à l'essai par le FC Sochaux-Montbéliard.
Après six mois sans club, il rejoint le Grenoble Foot 38.
En octobre 2022, alors qu'il s'impose comme titulaire dans le club isérois, il prolonge son contrat de deux saisons soit jusqu'en 2026. En raison d'une blessure au genou, Tchaptchet manque quasiment l'intégralité de la saison 2023-2024, ne faisant son retour dans le groupe qu'au mois d'avril, et ne dispute finalement qu'un seul match cette saison face au Valenciennes FC le 27 avril 2024. En début de saison 2024-2025, Tchaptchet retrouve sa place de titulaire au sein de la défense grenobloise.